# KANAZAWAオープンデータアプリコンテスト
KANAZAWAオープンデータアプリコンテストは石川県金沢市が開催するオープンデータを活用した地域の課題解決につながるスマートフォンやタブレット型端末向けアプリケーションのコンテストである。
民間による開発を促進することで、公共データの活用を推進するとともに、行政の透明性や信頼性の向上、地域活性化を目指す。

## 2013年受賞作品
- 一般部門グランプリ
  - パーソナルグルメマガジン「Gouroopa（グルッパ）」 - チーム「Gouroopa（グルッパ）」
- オープンデータ部門グランプリ
  - かなざわ避難支援ナビ - アイパブルーキーズ

## 2014年受賞作品
- グランプリ
  - Kanazawa for Muslim - Code for JAIST
- 金沢市長奨励賞
  - 金沢すきま旅 - MMD
  - Bullet Train Panoram - D.K.T.

## 2015年受賞作品
- グランプリ
  - FaMirror（ファミラー） - FaMirror Project（ファミラープロジェクト）
- 金沢市長奨励賞
  - 5374phone - 5374.5（ゴミナシテンゴ）
  - 施設の開館時間を考慮したＡＥＤマップアプリ - 舞鶴工業高等専門学校